# مستشفى راشد (دبي)
مستشفى راشد من أهم مستشفيات الخليج العربي في تقديم الخدمات الطبية في مجال الطوارئ، الرضح، الحالات الخطرة والطوارئ المتنقلة. ومن مهامه تقديم خدمات التدريب الطبي وبخاصة في مجالات طب الطيران والمطارات.

## التخصصات الطبية
- أمراض الجهاز الهضمي
- أمراض الدم
- أمراض الصدر
- الأشعة
- الأشعة
- الأمراض الجلدية
- الأمراض المعدية
- الأمراض النفسية
- الأنف والأذن و الحنجرة
- الأوعية الدموية
- التخدير
- الجراحة العامة
- الحوادث
- الطوارئ والعناية الحرجة
- العلاج الطبيعي
- جراحة الأعصاب
- جراحة التجميل
- علاج الأعصاب
- قسم القلب